# Open GDF SUEZ Montpellier 2012
L'Open GDF SUEZ Montpellier 2012 è stato un torneo di tennis facente parte della categoria ITF Women's Circuit nell'ambito dell'ITF Women's Circuit 2012. Il torneo si è giocato a Montpellier in Francia dal 18 al 24 giugno 2012 su campi in terra rossa e aveva un montepremi di $25,000.

## Vincitori

### Singolare
Séverine Beltrame ha battuto in finale  Catalina Castaño con il punteggio di 6–2, 7–6(4) .

### Doppio
Séverine Beltrame /  Laura Thorpe hanno battuto in finale  Mailen Auroux /  María Irigoyen con il punteggio di 4–6, 6–4, [10–6].